# Madame Nhu

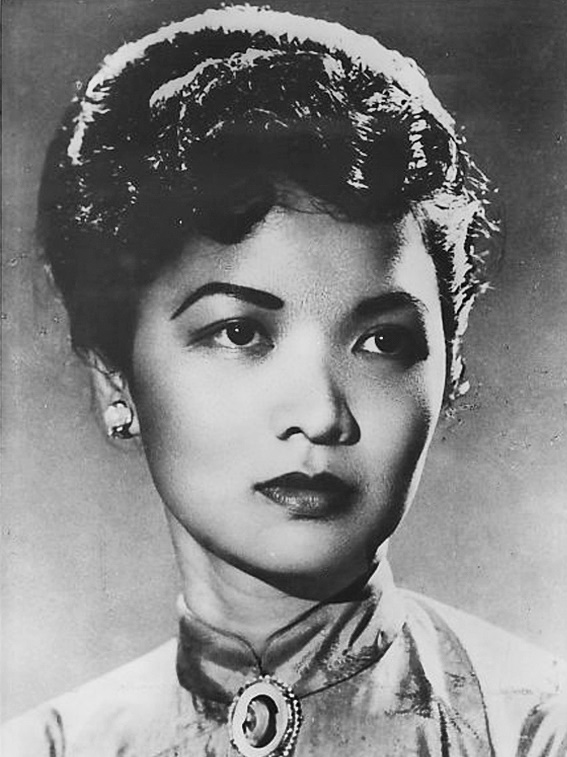
Porträtaufnahme Madame Nhus in den 1950er Jahren

Madame Nhu, geb. Trần Lệ Xuân, (* 22. August 1924 in Hanoi; † 24. April 2011 in Rom) war eine Schwägerin des ersten Präsidenten der Republik Vietnam, Ngô Đình Diệm. Da der Präsident unverheiratet war, fungierte sie als inoffizielle First Lady. Gemeinsam mit ihrem Mann Ngô Đình Nhu übte sie in den 1950er und 1960er Jahren großen Einfluss auf die Politik in Vietnam aus.

## Biographie

### Jugend und politische Anfänge
Trần Lệ Xuân (Schöner Frühling) entstammte einer wohlhabenden aristokratischen und buddhistischen Familie. Über ihre Mutter war sie eine Urenkelin von Kaiser Đồng Khánh. Die Mutter war zum Zeitpunkt der Geburt der Tochter 14 Jahre alt und hatte zwei Jahre zuvor schon eine Tochter geboren. Ihr Vater Trần Văn Chương war der erste Vietnamese, der ein französisches Examen als Rechtsanwalt ablegte, und diente später als Botschafter in den USA. Ihren Reichtum verdankte die Familie der Nähe zur französischen Kolonialregierung.
Tran war eine mittelmäßige Schülerin und verließ die Schule vor einem Abschluss. Sie sprach Französisch als erste Sprache und lernte später Englisch, aber nie Vietnamesisch zu schreiben. Sie lebte isoliert in ihrem Elternhaus in Hanoi, umgeben von 20 Bediensteten. 1943 heiratete sie den 14 Jahre älteren Ngo Dinh Nhu, einen studierten Literaturwissenschaftler und Bibliothekar, den sie in dem Salon ihrer Mutter Vesak (Madame Chuong) kennengelernt hatte, in dem sich die Hanoier High Society traf. Der Vater von Nhu, oder auch Nhu selbst, soll einer der zahlreichen Liebhaber ihrer Mutter gewesen sein. Dessen Familie war im 17. Jahrhundert zum Katholizismus konvertiert; anlässlich der Eheschließung nahm auch Tran den katholischen Glauben an sowie deren strikten Antikommunismus. In den folgenden Jahren war sie als Madame Nhu bekannt. Das Ehepaar bekam vier Kinder, zwei Mädchen und zwei Jungen.
Drei Jahre nach der Eheschließung begann der Indochinakrieg zwischen der französischen Kolonialmacht und der Unabhängigkeitsbewegung Việt Minh. Einer der Schwäger von Madame Nhu wurde kurzzeitig von den Viet Minh gefangen genommen, ein anderer getötet, indem er lebendig begraben wurde. Sie selbst und ihre kleine Tochter wurden im Dezember 1946 entführt und vier Monate lang in einem abgelegenen Dorf gefangen gehalten, bis die Gegend von französischen Truppen zurückerobert wurde.
Die Eheleute zogen nach Đà Lạt in Südvietnam, einem Villenort der vietnamesischen Oberschicht, und warben für Nhus Bruder Ngô Đình Diệm, einen Kämpfer für die Unabhängigkeit Vietnams und antikommunistischen Nationalisten, der seit 1950 zunächst in den USA und anschließend in Frankreich lebte, wo er Kontakte zur dortigen vietnamesischen Kolonie pflegte. 1953 zogen die Eheleute Nhu nach Saigon, wo sie Demonstrationen gegen die Franzosen und die Kommunisten organisierten, auch mit dem Ziel, die Macht von Kaiser Bảo Đại zu schwächen. Zudem gründeten sie zu dieser Zeit die Cần-Lao-Partei.
Nachdem im März 1954 die Viet Minh die Franzosen in der Schlacht um Điện Biên Phủ geschlagen hatten, wurde – zunächst für zwei Jahre geplant – das Land auf der Indochinakonferenz in einen nicht-kommunistischen Süden und einen kommunistischen Norden aufgeteilt. Der Kaiser, in Frankreich aufgewachsen und frankophil, ernannte auf Druck der USA Diệm, der schon 1933 unter ihm Innenminister gewesen war, im Juni 1954 zum Premierminister von Südvietnam. Zwischen Kaiser und Premierminister entwickelte sich jedoch ein Machtkampf, der in einem Referendum mündete, bei dem die Bevölkerung zwischen den beiden entscheiden sollte. Bei diesem Votum am 23. Oktober 1955 erhielt Diệm mit der Unterstützung von Nhu, der inzwischen die Geheimpolizei kontrollierte, vermeintlich 98,2 Prozent Zustimmung. Der Kaiser verließ Vietnam und ging nach Paris, wo er 1997 starb.

### Im Zentrum der Macht

#### Status und politische Ziele

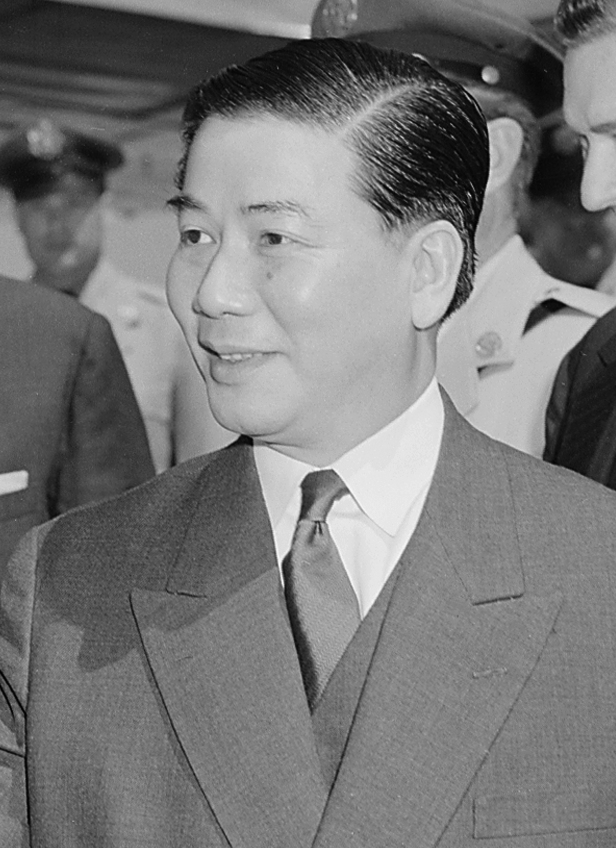
Ngô Đình Diệm (1957)

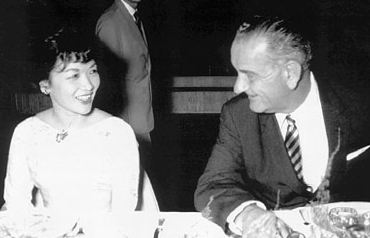
Madame Nhu im Jahr 1961 im Gespräch mit dem US-Vizepräsidenten Lyndon B. Johnson

Diệm rief die Republik aus und ernannte sich selbst zum Präsidenten mit diktatorischen Vollmachten. Vier seiner Brüder erhielten offizielle Ämter, Nhu wurde offizieller Berater des Präsidenten. Madame Nhu wurde Präsidentin mehrerer Frauenverbände, initiierte die Gründung von Frauenkampfgruppen und war für Frauenfragen zuständig. Zudem saß sie als eine von neun Frauen in der Nationalversammlung. Große Unterstützung erhielt sie von den bis zu eine Million Katholiken aus Nordvietnam, die 1954/55 im Rahmen der Operation Passage to Freedom auf Aufforderung der Amerikaner und mit Unterstützung der US Navy nach Südvietnam umgesiedelt worden waren. Mit Slogans wie „Christ has gone to South“ wurden die nordvietnamesischen Katholiken veranlasst, in den Süden zu ziehen. Die Amerikaner finanzierten die Operation mit rund 282 Millionen Dollar.
Das Ehepaar Nhu zog in den Präsidentenpalast und verfügte bald über eine immense Machtfülle; Nhu galt als die „graue Eminenz“ der Regierung. „Kurzum, die Ngos herrschten wie eine königliche Familie, und sie regierten Südvietnam wie ihren persönlichen Besitz.“ Der US-amerikanische Journalist und Diplomat John Mecklin, der im Präsidentenpalast verkehrte, beschrieb die Familie als „clinically mad“ („krankhaft wahnsinnig“). 1962 soll Madame Nhu ihre Schwester in den Selbstmord getrieben haben, indem sie deren Liebhaber inhaftieren ließ, 1963 sagte sie sich von ihren buddhistischen Eltern los.
Madame Nhu, eine „scharfzüngige Verteidigerin des Regimes“, übernahm die Funktionen einer First Lady, da der Präsident unverheiratet war. Sich selbst sah sie in der Tradition der Trưng-Schwestern, vietnamesischer Nationalheldinnen, die im 1. Jahrhundert eine Revolte gegen China angeführt hatten.
Zunächst wurde die zierliche, etwa 1,55 Meter große Frau von der US-amerikanischen Presse wegen ihrer eleganten Ausstrahlung gefeiert. Mehrfach zierte ihr Foto in dieser Zeit die Cover von Life und Time. Im Oktober 1962 wurde sie, umgeben von ihren Soldatinnen, mit einem Revolver zielend gezeigt; das Foto von Larry Burrows erschien im Magazin Life. Damit passte sie nicht in die ideologische Vision der US-Amerikaner, die vergebens versuchten, die Widersprüchlichkeiten dieser Frau zu verstehen.
Die Medien gaben ihr später den Beinamen Dragon Lady, die New York Times nannte sie Asiens „moderne Lucrezia Borgia“, Präsident John F. Kennedy soll sie als „goddamn bitch“ tituliert haben. Präsident Diệm, ein „notorischer Weiberfeind“, fürchtete die Interventionen seiner Schwägerin. Er verbarrikadierte sich förmlich in seinem Büro, zu dem Frauen keinen Zutritt hatten. Der Spiegel schrieb im September 1963 über sie:

„Ein leises Klirren erschreckt die Welt. Wann immer es in der Präsidentensuite des Gia-Long-Palastes zu Saigon ertönt, ist es Freund und Feind Vorbote unberechenbarer Ereignisse. Es erschreckt Gardisten und Generäle in dem gelben Stuckpalast ebenso wie den Hausherrn, Südvietnams katholischen Staatspräsidenten Ngo Dinh Diem, der aus seinen mystischen Meditationen auffährt, sobald sich das Klirren seinem Schreibtisch nähert. Es lähmt die buddhistischen Feinde des Diem-Regimes, elektrisiert die Frauen Vietnams und irritiert Amerikas Präsidenten Kennedy. Das leise Klirren stammt von dem Aufeinanderstoßen zweier grüner Jade-Ringe an einem Frauenarm und verrät die Leidenschaft einer (mit Stöckelschuhen) 160 Zentimeter zierlichen Vietnamesin, die der Fernost-Politik der Vereinigten Staaten zum Verhängnis zu werden droht.“

Während Diệm und die Nhus katholisch waren, bekannte sich die Mehrheit der Vietnamesen (ca. 90 Prozent) zum Buddhismus. Immer mehr politische Schlüsselpositionen wurden aber mit Katholiken besetzt; zahlreiche Vietnamesen konvertierten zum Katholizismus, weil sie sich davon Vorteile versprachen. Madame Nhus Überzeugung soll gewesen sein, sie sei von Gott dazu ausersehen, „dem genußfreudig-betulichen Südvietnam Härte und den rechten, also katholischen Glauben einzuimpfen“, wie der Spiegel es ausdrückte. 1956 begann sie eine Gesetzeskampagne, wonach Frauen in vielen Bereichen die gleichen Rechte wie Männer erhielten. Darüber hinaus wurden Polygamie, Scheidung und eheliche Untreue unter Strafe gestellt. Life feierte sie daraufhin als „entschlossenste Feministin seit Emmeline Pankhurst“. 1962 brachte sie weitere Gesetze auf den Weg, wonach Geburtenkontrolle, Schönheitswettbewerbe, Glücksspiel, Tanzen, Boxen und Hahnenkämpfe strafbar wurden, was ihr Unbeliebtheit in der Bevölkerung bescherte.
Ihr Ehemann schuf „SS-ähnliche“ (so Der Spiegel) Spezialtruppen, deren 10.000 Mitglieder katholisch sein mussten und besser bezahlt wurden als Angehörige der regulären Armee. Der damalige italienische Botschafter Giovanni D’Orlandi, selbst Katholik, verfolgte diese gesellschaftliche Entwicklung in Südvietnam mit Sorge und versuchte nach eigenen späteren Angaben, ihr auf verschiedenen Ebenen entgegenzuwirken. Erzbischof Francis Spellman von New York, ein überzeugter Antikommunist, hingegen hatte die Ernennung von Diệm schon im Vorfeld betrieben und unterstützte nun den Kurs von Diệm und den Nhus ausdrücklich.

#### Verhältnis zu den USA
Da Diệm streng anti-kommunistisch war, hatte er die Unterstützung der Eisenhower-Administration, die mehrere hundert Millionen Dollar und Ausbilder für Militär und Polizei schickte. Nach Schätzungen wurden unter Diệm 150.000 Menschen inhaftiert und zwischen 1955 und 1957 rund 12.000 Oppositionelle ermordet. Sein rigides Regiment verstärkte indes den Zuspruch der Bevölkerung für die kommunistischen Vietcong.
In der Folge wuchs die Unruhe im Land. 1959 versuchte der US-Botschafter Elbridge Durbrow den vietnamesischen Präsidenten vergeblich zu überzeugen, sich von den „seemingly toxic family members“ („scheinbar schädlichen Familienmitgliedern“), den Eheleuten Nhu, zu trennen. Im November 1960 kam es zu einem Putsch von südvietnamesischen Fallschirmjägern, die eine Umbildung der Regierung forderten, insbesondere die Entlassung der Eheleute Nhu. Diệm zeigte sich bereit, sich darauf einzulassen, seine Schwägerin weigerte sich jedoch kategorisch, nachzugeben. Loyale Truppen bereiteten der Rebellion ein Ende, woraufhin der Einfluss von Madame Nhu wuchs. Während dieser Rebellion bot Durbrow Madame Nhu sicheres Geleit zur amerikanischen Botschaft an, was sie davon überzeugte, dass die USA diese unterstützt hätte. 1962 kam es zu einem neuerlichen Putschversuch: Zwei von den Amerikanern ausgebildete vietnamesische Militärpiloten bombardierten den Präsidentenpalast. Madame Nhu fiel durch ein von Bomben verursachtes Loch und erlitt Prellungen und Schnitte, ansonsten wurde niemand nennenswert verletzt.
Präsident Diệm war auf die amerikanische Unterstützung mit Militär und Geld angewiesen, versuchte aber, den Einfluss der Amerikaner auf seine Politik zu minimieren, und ignorierte jegliche Kritik von deren Seite. So begann er, die mit amerikanischer Hilfe vergrößerte Armee so zu stationieren, dass sie weniger effektiv die Kommunisten bekämpfen, aber an einem weiteren Putsch gehindert werden konnte. Das führte zu Konflikten mit den Generälen, die zudem verärgert waren, weil Madame Nhu sie wie Bedienstete herumkommandierte. Madame Nhu wiederum wies die Polizei an, jede vietnamesische Frau in Begleitung eines US-Amerikaners zu inhaftieren. Um die Regierung Diệm nicht zu verärgern, verbot General Paul Harkins den GIs, ihre vietnamesischen Freundinnen beim Abschied am Flughafen zu küssen. Da der Vietnamkrieg in den Jahren nach der Präsidentschaft von Diệm weitreichende Folgen für vietnamesische Frauen hatte, die gezwungen waren, als Prostituierte oder Nachtclubtänzerin zu arbeiten, nannte die Autorin Heather Marie Stur Madame Nhus Maßnahmen 2011 „vorausschauend“.
Für eine weitere Verstimmung zwischen der südvietnamesischen und der US-Regierung sorgte die Ausweisung des renommierten französischen Journalisten François Sully aus Vietnam: Sully arbeitete seit 1947 für verschiedene Magazine in Vietnam, wie etwa für Newsweek. Er habe Madame Nhu beleidigt, so die Begründung für die Ausweisung, und würde Lügen verbreiten. Die Amerikaner protestierten und glaubten zunächst an ein Missverständnis. Sullys Ausweisung wurde auch als Warnung an andere Journalisten verstanden.

#### Die „Buddhistenkrise“
Da keine Oppositionsparteien erlaubt waren, wurde der Buddhismus Vehikel für den Widerstand gegen die Regierung, und es kam zur sogenannten „Buddhistenkrise“: Der katholische Erzbischof von Huế, einem Zentrum des Buddhismus in Vietnam, war Ngo Dinh Thuc, ein Bruder von Nhu. Als Oberhaupt der vietnamesischen katholischen Kirche kontrollierte er weite Teile des Landes, die im Besitz der Kirche waren. Als 1963 sein Silberjubiläum als Bischof gefeiert wurde, hisste man die vietnamesische sowie eine vatikanische Flagge; das öffentliche Zeigen von Religionsfahnen war nach einem vietnamesischen Gesetz aus dem Jahr 1958 nur mit Genehmigung der Behörden erlaubt.
Als wenige Tage später der 2587. Geburtstag (Vesakh) von Buddha in Huế feierlich begangen wurde, wurde hingegen das Hissen der buddhistischen Flagge nicht zugelassen. Dagegen protestierten rund 3000 Menschen. Neun Menschen (Frauen und Kinder) wurden getötet, als Soldaten in die Menge feuerten. Der amerikanische Botschafter William Trueheart versuchte vergebens, Diệm zu Zugeständnissen an die Buddhisten und zu einer Entschuldigung zu bewegen. Stattdessen beschuldigte die Regierung die Vietcong, die Demonstrationen initiiert zu haben, und verbot weitere. In der Folge gab es mehrere Selbstverbrennungen von buddhistischen Mönchen; Bilder davon erregten weltweit Entsetzen. Buddhistische Nonnen traten in Hungerstreik. Es kam landesweit zu gewaltsamen Protesten. Der Spiegel resümierte: „Durch einen Kreuzzug gegen die Buddhisten ist sie [Madame Nhu] dabei, ein Jahrzehnt antikommunistischer Aufbauarbeit zu ruinieren.“
Die Amerikaner versuchten, die Situation zu beruhigen und Diệm zu Verhandlungen zu bewegen. Madame Nhu und ihr Ehemann verschärften die Situation jedoch. In einem Brief an die New York Times schrieb Madame Nhu: „I would clap hands at seeing another monk barbecue shows“ („Ich würde in die Hände klatschen, wenn ich eine weitere Mönch-Grill-Show sehe“), und sie bot an, zur nächsten Selbstverbrennung Benzin, Streichhölzer oder Senf mitzubringen. Später beschuldigte sie die Mönche des fehlenden Patriotismus, da sie importiertes Benzin benutzt hätten. Aus Protest gegen das Verhalten der Tochter trat ihr Vater von seinem Posten als Botschafter in den USA zurück, ebenso ihre Mutter, die als ständige Beobachterin für Südvietnam bei der UNO tätig war.
Als sich Diệm bereit erklärte, sich mit buddhistischen Führern zu treffen, bezeichnete Madame Nhu ihn als „Feigling“. Schließlich gab es Gerüchte, dass die Nhus planten, Diệm, den sie zuvor schon nach und nach von Informationen abgeschottet hatten, zu stürzen. Im August 1963 befahl Ngo Din Nhu einen Angriff seiner Sondertruppen auf die Xá-Lợi-Pagode in Saigon. Die Mönche verbarrikadierten sich, und nach der Einnahme der Pagode wurden 100 von ihnen verhaftet. Der Journalist David Halberstam berichtete, anschließend habe sich Madame Nhu in einem Zustand der Euphorie befunden und „wie ein Schulmädchen nach einem Abschlussball geplappert“: Dies sei ihr glücklichster Tag seit dem Sieg gegen die Bình Xuyên im Jahre 1955. Zur gleichen Zeit stürmten Nhus Soldaten im ganzen Lande 2000 Pagoden, brannten einige nieder und töteten 30 Buddhisten. Die Amerikaner, die es mit Besorgnis sahen, dass von ihnen finanzierte Spezialtruppen zum Angriff auf religiöse Gebäude benutzt wurden, und einen Religionskrieg fürchteten, zogen nun in Betracht, einen Putsch durch dissidente vietnamesische Offiziere zu tolerieren.
Am 10. September 1963 ging Madame Nhu auf eine Reise nach Europa und in die USA, um für Unterstützung von Diệms Regierung zu werben. Die Ankündigung der Kennedy-Regierung, die Gelder für das Regime zu kürzen, nannte sie „Verrat“. Als sie im Oktober in Washington eintraf, war kein offizieller Regierungsvertreter für sie zu sprechen; selbst ihr Vater weigerte sich, sie zu empfangen. Ihre Mutter erklärte gegenüber der CIA, sie habe vietnamesische Landsleute aufgefordert, dieses „Monster von einem Kind“ mit dem Auto zu überfahren, ihre Tochter aber zumindest mit Eiern und Tomaten zu bewerfen.

#### Sturz der Regierung Diệms
Am 1. November kam es in Saigon zu einem neuerlichen Putsch, angeführt von General Dương Văn Minh, dem die Amerikaner versichert hatten, sie würden nicht eingreifen, und der von der CIA unterstützt wurde. Diệm und Nhu flohen aus dem Präsidentenpalast in die Kirche Saint-François-Xavier (Nha Tho Cha Tam) in Chợ Lớn. Nach einer Zusage freien Geleits gaben die beiden Männer auf, wurden aber von Soldaten erschossen, Nhus Körper zusätzlich mit 20 Bajonettstichen zerstückelt.
Im Hafen von Saigon zerstörten Einwohner von Saigon aus Protest gegen Madame Nhu Figuren der Trưng-Schwestern auf einem Denkmal, das sie im Jahr zuvor hatte aufstellen lassen. Angeblich waren die Gesichter nach dem von Madame Nhu modelliert.

### Im Exil
Madame Nhu weilte zum Zeitpunkt des Putsches in Beverly Hills, lehnte es aber ab, um politisches Asyl in den USA zu ersuchen, da ihre Regierung von den Amerikanern verraten worden sei. Unter Hinterlassung von unbezahlten Rechnungen in Höhe von mehreren Tausend Dollar reiste sie mit ihren Kindern nach Paris; als die neue südvietnamesische Regierung von Frankreich ihre Auslieferung forderte, reiste sie weiter nach Rom. Die Regierung widerrief ihren diplomatischen Status und machte einen Monat später ihre unpopulären Gesetze rückgängig.
Am 13. Januar 1964 rief Madame Nhu die Vereinten Nationen an und forderte eine Untersuchung des Putsches. Auch äußerte sie den Verdacht, ihr Mann und Diệm seien nicht tot. Im Monat darauf wurde sie von der Regierung in Saigon für „geächtet“ erklärt und ein Haftbefehl gegen sie erlassen. Im März 1964 veröffentlichte sie ein Statement mit Angriffen auf Präsident Kennedy, der schon im November 1963 bei einem Attentat getötet worden war. Im Juni 1964 beantragte sie ein Visum für die USA, das ihr jedoch verweigert wurde. In Rom lebte sie gemeinsam mit ihrem Schwager, Bischof Ngo Dinh Thuc, in einer 15-Zimmer-Villa. Obwohl sie angab, die US-amerikanische Presse zu verabscheuen, bot sie gegen Bezahlung an, sich von ihr fotografieren und interviewen zu lassen. Als 1975 der Vietnamkrieg durch die Kapitulation von Südvietnam endete, verkündete sie, dass dies nicht passiert wäre, wenn ihre Familie an der Macht geblieben wäre.
In ihren letzten Lebensjahren schwand das Vermögen von Madame Nhu. Gerüchten nach sollte sie über mehrere Milliarden Dollar verfügt haben, tatsächlich handelte es sich jedoch nur um kostbaren Schmuck und Pelze in einigen Koffern. Nach und nach musste sie ihren Schmuck verkaufen, 1971 wurde sie zudem Opfer eines Überfalls, bei dem ihr Pretiosen im Wert von 32.000 Dollar gestohlen wurden. 1967 kam ihre Tochter Ngo Dinh Le Thuy bei einem Autounfall ums Leben. Im Juli 1986 wurde ihr Bruder Tran Van Khiem, von jahrelanger Gefangenschaft in Vietnam gezeichnet, in den USA angeklagt, die gemeinsamen Eltern ermordet zu haben, nachdem er von seinem Vater enterbt worden war. Das Ehepaar war erstickt worden und wurde tot in seinem Schlafzimmer aufgefunden. Der Sohn wurde als nicht zurechnungsfähig eingestuft und in einer Psychiatrie untergebracht, 1993 wurde er entlassen, musste die USA aber verlassen.
1978 kündigte Madame Nhu an, ein Buch über die Geschichte von Südvietnam zu verfassen, das aber nie erschien. In den folgenden Jahren lebte sie zurückgezogen von der Öffentlichkeit und lehnte Interviews ab. Ab 2005 suchte die US-amerikanische Autorin Monique Demery Brinson erfolgreich Kontakt zu ihr und schrieb das Buch Finding the Dragon Lady, das auf den Aufzeichnungen von Madame Nhu und Gesprächen beruht. Madame Nhu starb 2011 in Rom im Alter von 87 Jahren nach langer Krankheit. Ihre sterblichen Überreste wurden eingeäschert; die Asche wurde ihrer Familie übergeben.

## Museum

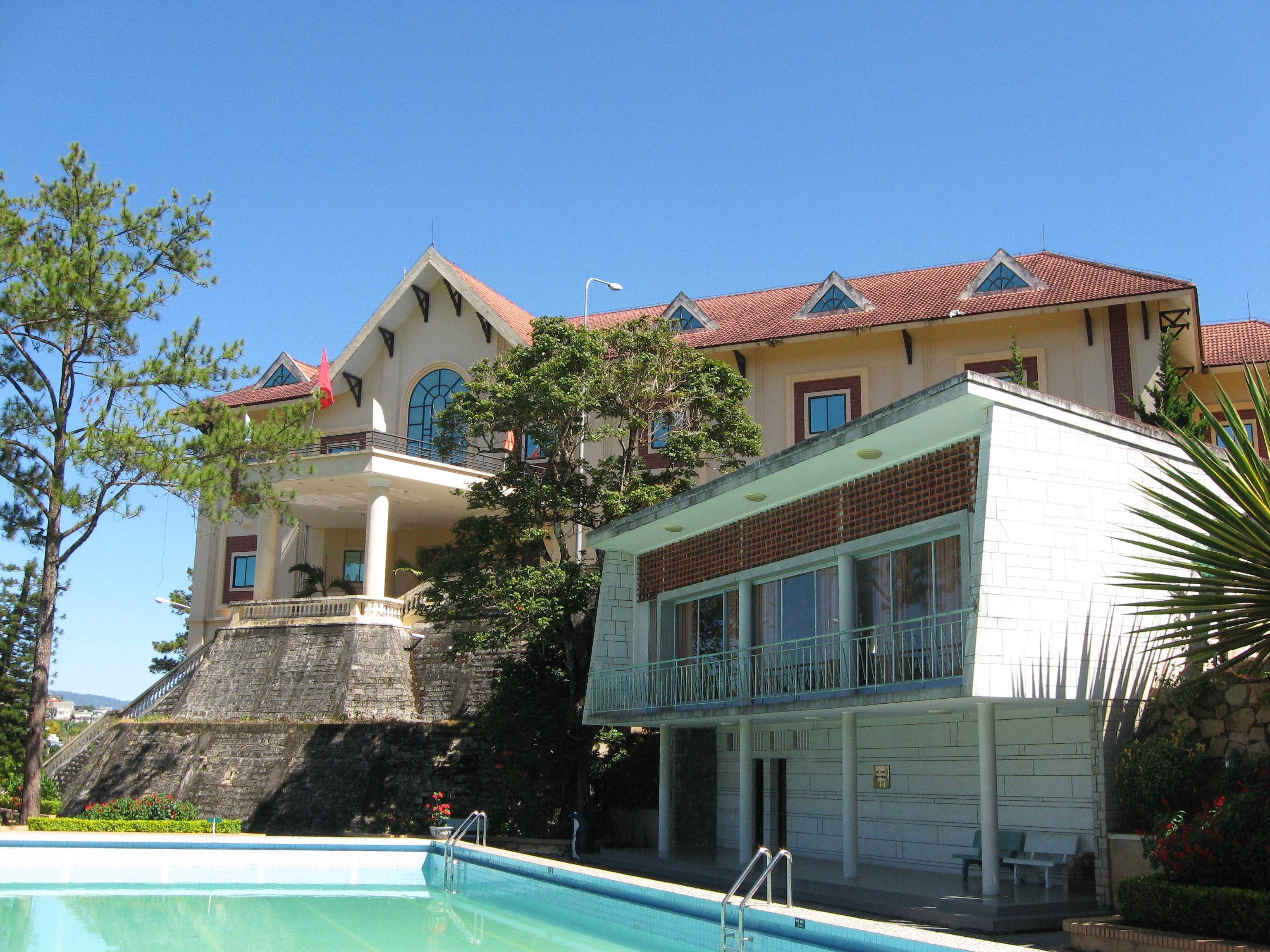
Ehemalige Villa der Familie Nhu in Đà Lạt (erbaut 1958)

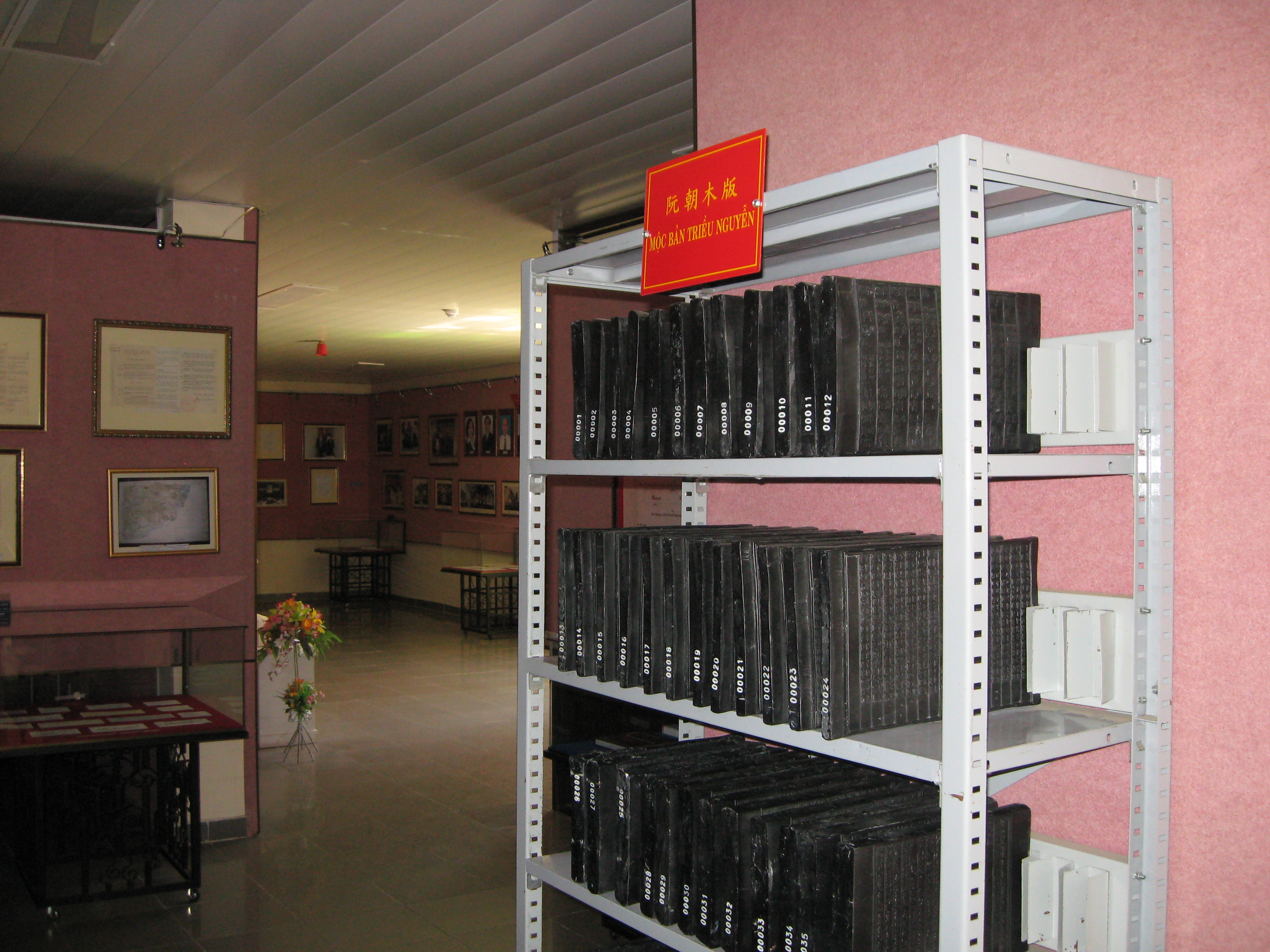
Holztafeln der Nguyen-Dynastie im Nationalen Archivzentrum IV

Die Sommerresidenz von Madame Nhu in Đà Lạt, der Tran Le Xuan Palast, wurde 1958 von dem renommierten vietnamesischen Architekten Ngô Viết Thụ errichtet und gilt als bemerkenswertes Beispiel für moderne Architektur. Der Komplex besteht aus drei Gebäuden auf 13.000 Quadratmetern, mit japanischem Garten, beheizbarem Swimmingpool und einem See. In einem der Gebäude befindet sich ein Fluchttunnel zu einem mit Stahl verkleideten und mit zahlreichen Bücherregalen ausgestatteten „sicheren Raum“ für zehn Personen.
Seit 2008 beherbergt eines der Gebäude ein Museum zur Geschichte von Zentralvietnam und des Hochlandes. Zudem dient der Palast als Nationales Archivzentrum IV, in dem die wertvollen Holztafeln der Nguyễn-Dynastie aufbewahrt werden, die zum Drucken von Büchern genutzt wurden. Die 34.555 Tafeln gehören zum Weltdokumentenerbe der UNESCO.
Zu den Exponaten gehört auch eine Statue von Hồ Chí Minh, der als kommunistischer Führer zu den größten politischen Gegnern von Ngô Đình Diệm und dessen Familie gehörte.